# München (huyện)
Huyện Munich (tiếng Đức: Landkreis München) là một huyện ở bang Bayern, Đức. Huyện này giáp các huyện (từ phía bắc theo chiều kim đồng hồ): Dachau, Freising, Erding, Ebersberg, Rosenheim, Miesbach, Bad Tölz-Wolfratshausen, Starnberg, Fürstenfeldbruck, và bao quanh thành phố Munich, huyện lỵ. Tuy nhiên Munich chỉ là cơ sở hành chánh của huyện và không thuộc huyện này.
Huyện đã được lập năm 1852 và đã trải qua nhiều thay đổi địa giới.

## Xã và đô thị
| Thị trấn                        | Xã | |
| ------------------------------- | --- | --- |
| 1. Garching 2. Unterschleißheim | 1. Aschheim 2. Aying 3. Baierbrunn 4. Brunnthal 5. Feldkirchen 6. Gräfelfing 7. Grasbrunn 8. Grünwald 9. Haar 10. Hohenbrunn 11. Höhenkirchen-Siegertsbrunn 12. Ismaning 13. Kirchheim 14. Neubiberg | 1. Neuried 2. Oberhaching 3. Oberschleißheim 4. Ottobrunn 5. Planegg 6. Pullach 7. Putzbrunn 8. Sauerlach 9. Schäftlarn 10. Straßlach-Dingharting 11. Taufkirchen 12. Unterföhring 13. Unterhaching |